# Francisco Zagala
Francisco Zagala Pérez (Verín, 1842 - Pontevedra, 29 août 1908) est un photographe espagnol qui a développé toute sa carrière en Galice.

## Biographie
Né à Verín, Francisco Zagala part étudier à Madrid où il acquiert également sa formation photographique. Vers 1880, il s'installe à Pontevedra dans un studio photographique appelé La Madrileña, sur la place pontevedrienne de La Estrella. C'est l'un des premiers photographes espagnols à succéder aux étrangers installés en Espagne au milieu du XIXe siècle. 

## Galerie

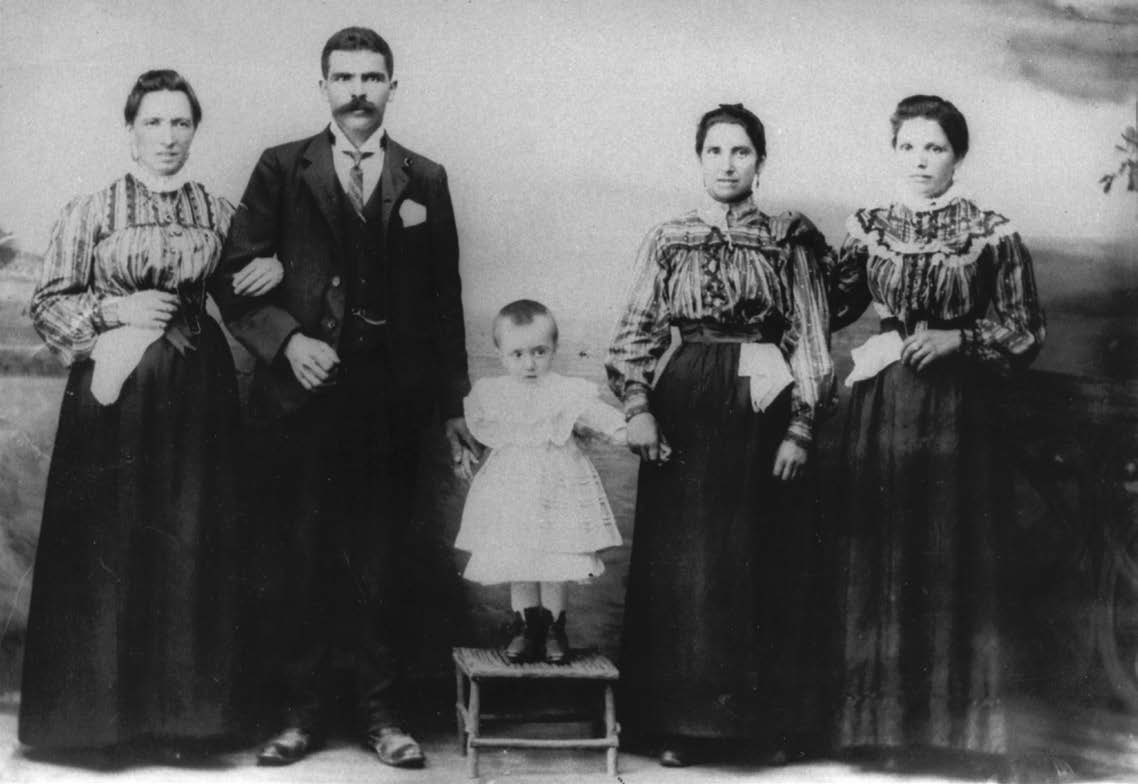
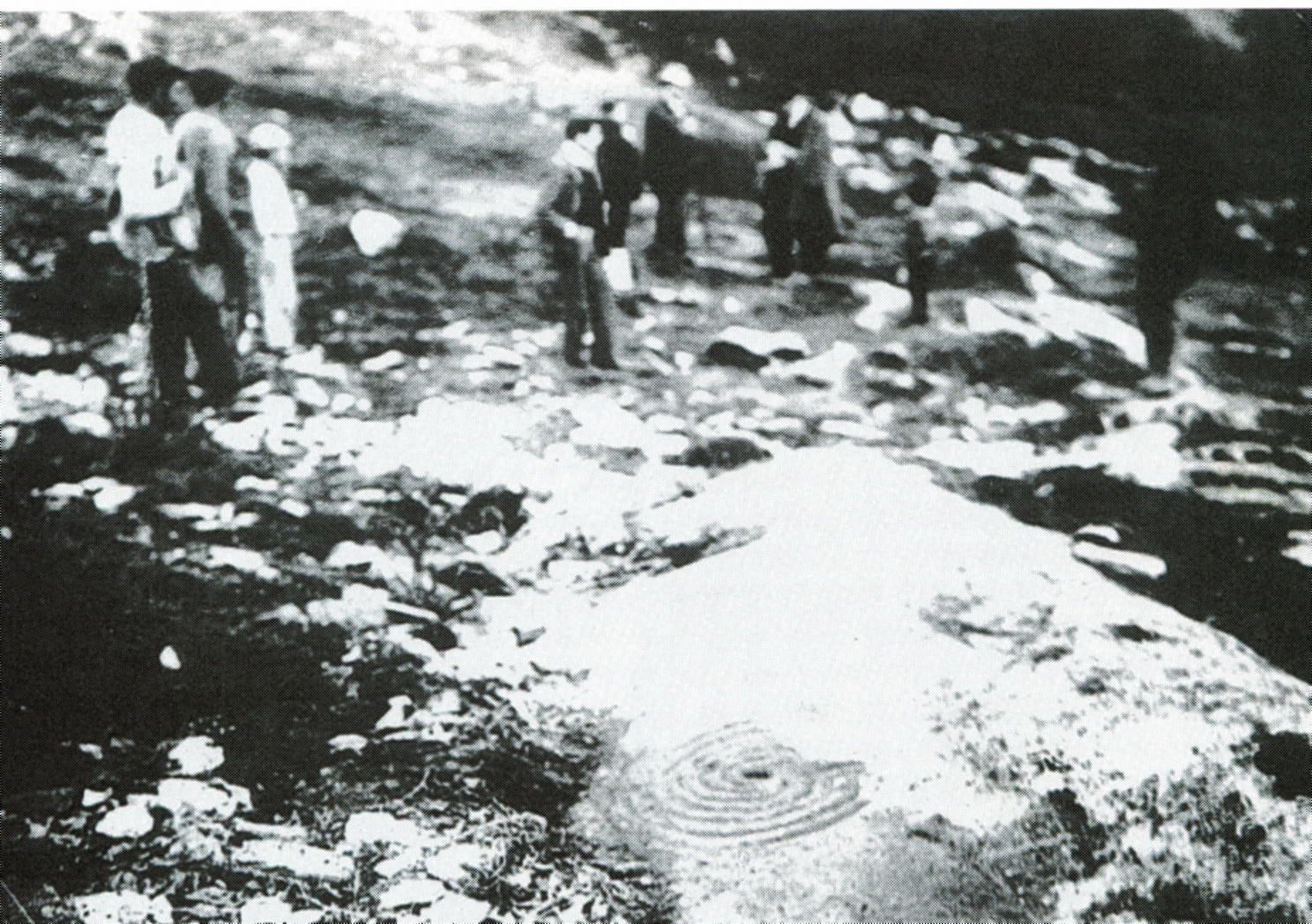
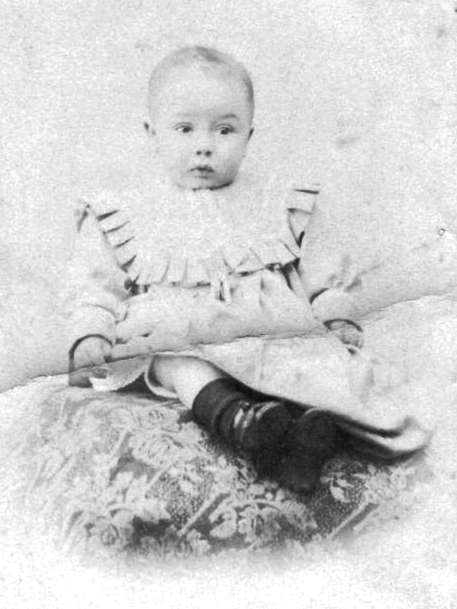
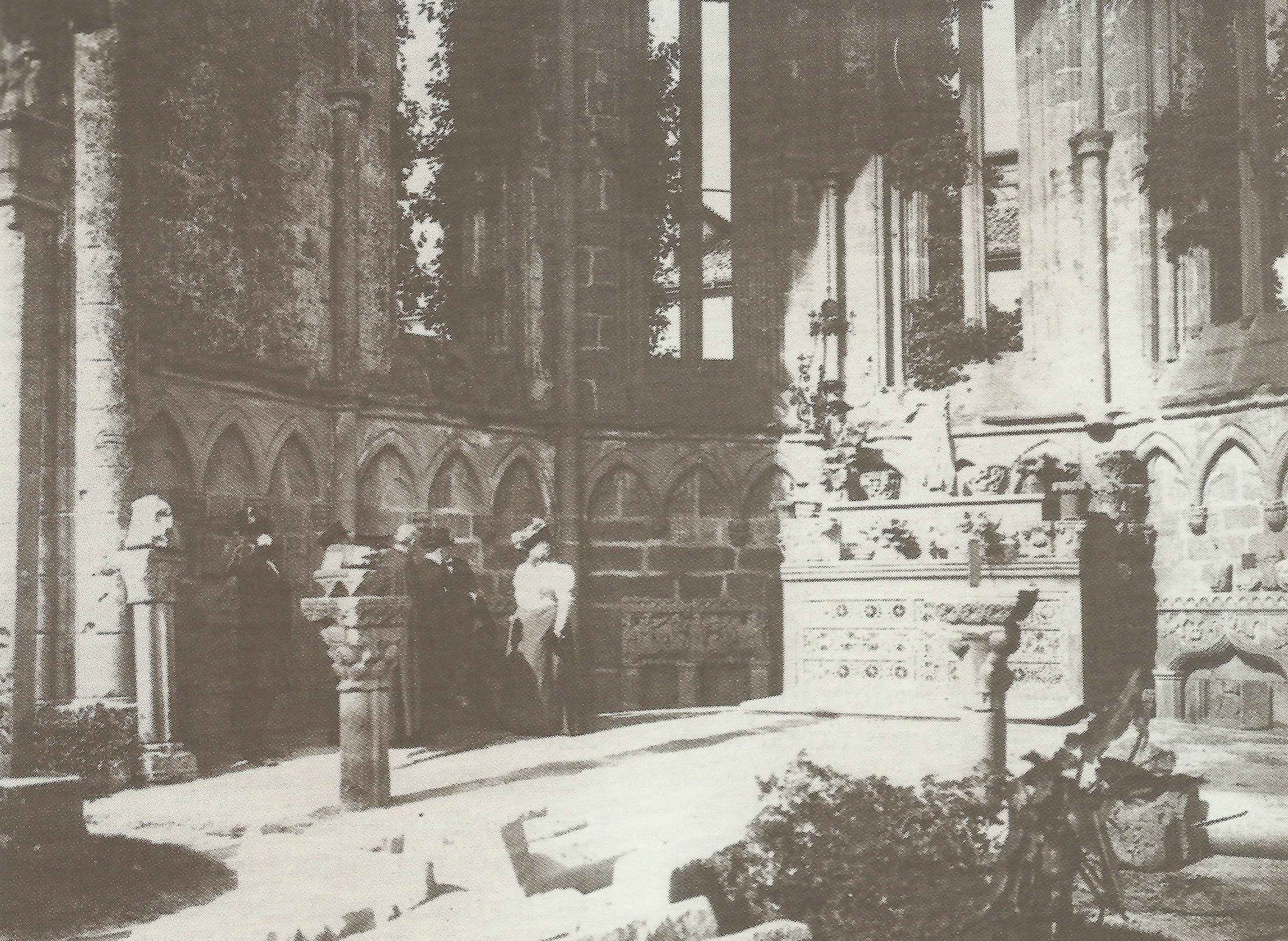

## Source
- (es) Cet article est partiellement ou en totalité issu de l’article de Wikipédia en espagnol intitulé « Francisco Zagala » (voir la liste des auteurs).